# Никола Съботинов
Никола Василев Съботинов е български учен-физик, академик, председател на Българската академия на науките от 2008 до 2012 г.

## Биография
Роден е в Бургас през 1941 г., завършва физика – радиофизика и електроника – в Софийския университет (1967). По-късно работи в областта на квантовата радиофизика, конкретно физика на лазерите с метални пари.
Председател е на Научно-координационния съвет към Постоянната комисия за бедствия, аварии и катастрофи при Министерския съвет от 2003 до 2009

### Кариера в БАН
През 1976 г. в ИФТТ – БАН получава докторска степен по физика и става старши научен сътрудник III степен, като дисертацията му е на тема квантова електроника – „Върху някои изследвания и непрекъснато генериращи хелий-кадмиеви и хелий-селенови лазери“.
През 1984 г. – ст.н.с. II степен.
Степен „доктор на физическите науки“ 1992, дисертацията му е „Лазер с пари на меден бромид“. От 1993 г. е старши научен сътрудник I степен.
От 1996 г. е заместник-председател на БАН. През 2003 г. става и редовен член (академик) на БАН.
Кандидатира се за председател на БАН през февруари 2008 г., но се оттегля от надпреварата. Другият кандидат тогава е акад. Иван Юхновски, който остава единствен кандидат и е преизбран за четвърти път, но тъй като по-късно подава оставка на 18 юни 2008 г., след изборна надпревара с акад. Борислав Боянов Никола Съботинов, е избран за председател на БАН.